# Oxalis madrensis
Oxalis madrensis är en harsyreväxtart som beskrevs av S. Wats.. Oxalis madrensis ingår i släktet oxalisar, och familjen harsyreväxter. Inga underarter finns listade i Catalogue of Life.